# Mobilní bankovnictví
Mobilní bankovnictví je jedním z provedení internetového bankovnictví, založené sice na telefonech, ne však jako telefonní bankovnictví, nýbrž na datově komunikující mobilní aplikaci: přes WiFi nebo mobilní data. Podobně jako e-banking z PC, i na mobilu či tabletu lze provádět stejné operace: ověřování zůstatků, platby, nastavování trvalých příkazů a inkas, ba i objednávat nové služby a komunikovat s bankéři přes interní poštu.

## Data
Základním předpokladem mobilního bankovnictví je připojení k internetu: Tedy je sice možné použít WiFi, podstatnější však jsou mobilní data, tedy mobilní internet. Předpokládá se tedy, že uživatel již má datové připojení v mobilu skrze mobilního operátora jako ISP, dnes typicky 4G, tedy LTE. Přenosovým rychlostem této mobilní komunikace je také přizpůsobena i architektura SW řešení: Předpokládá se, že datový tok již není problém, jakož ani samotná dostupnost signálu.

## Bezpečnost
Velkým tématem je u mobilních zařízení jejich bezpečnost (fyzická bezpečnost, informační, na internetu), například při krádeži mobilu a jeho následném zneužití ke zpronevěře: Pro ověření práv osoby, její identity, se zavedla tzv. dvoufaktorová autentizace.
Mobilní bankovní aplikace by neměla vyžadovat oprávnění v telefonu, která opravdu nejsou potřeba. Bankovní aplikace ale vyžadují oprávnění přístupu k poloze uživatele, ke kontaktům (například telefonní čísla přátel) či fotoaparátu, byť uživatel odpovídající funkce (nejbližší pobočka podle získané polohy, fotografie faktury atp.) nepoužívá.
Aplikace mobilního bankovnictví sdílí data s třetími stranami, což je bezpečnostní riziko.
Bankovní aplikace může být napadena či klonována. Dvoufaktorová autentizace probíhá na jednom zařízení, což je nebezpečnější než autentizace na dvou zařízeních. Mobilní zařízení může být nezaviněně napadené (například přes IMSI CATCHER), a tak i bankovní aplikace.